# Agenzia immobiliare
L'agenzia immobiliare è una impresa che svolge attività di mediazione nella compravendita o locazione (affitto) di immobili. Il professionista che vi opera è l'agente immobiliare. La materia è disciplinata dalla legge n. 39 del 1989 e dal decreto ministeriale 26 ottobre 2011.

## Storia
Tradizionalmente professione individuale, negli anni ottanta la mediazione immobiliare ha aperto a forme di esercizio collegato in catene di agenzie.
Non è corretto individuare la professione di agente immobiliare con il franchising immobiliare, sono due cose completamente differenti. Una è la professione vera e propria, l'altra è solo una forma di business.
Con gli anni ottanta nacque il franchising, consistente nella condivisione fra i singoli esercenti di dati sulle disponibilità, marchio, pubblicità, modulistica e standardizzati parametri di rapporto con il cliente. Le catene italiane di franchising si svilupparono quando la compagnia statunitense "Century Vic" ventilò un generico preliminare interesse al mercato italiano; la formula franchising divenne più familiare all'utenza sia per lo sforzo pubblicitario, sia per l'affermazione della formula in altre merceologie. Parallelamente, si svilupparono le associazioni di categoria.
Con il franchising le agenzie hanno anche spostato la preferenza di radicamento verso punti di contatto su strada (in negozio) in luogo dei precedentemente preferiti studi professionali. In quanto sede di esercizio di attività di mediazione, anche se ubicata in un locale a uso commerciale, l'agenzia immobiliare non è soggetta alle autorizzazioni amministrative di pubblica sicurezza di cui all'art. 115 del TULPS.
Ogni agenzia che si affilia in franchising è un'impresa giuridicamente e patrimonialmente autonoma, e quindi la catena di appartenenza non è responsabile di eventuali illeciti compiuti all'interno dei suoi punti vendita.
Durante la compravendita di un immobile l'agenzia ha il compito di pubblicizzare l'immobile e fornire un'adeguata valutazione immobiliare del bene intermediando tra acquirente e venditore e assistendo le parti in causa in tutte le fasi della compravendita (es. contrattazione del prezzo di compravendita tra le due parti): se la vendita va in porto si procede con il cosiddetto contratto preliminare di acquisto (detto anche compromesso) prima di arrivare a un rogito finale. L'agenzia come controparte per il suo lavoro richiede una quota percentuale sul prezzo di vendita dell'immobile, una parte all'acquirente e una parte al venditore. La percentuale di solito è divisa in parti uguali, ma può anche essere divisa in modo diverso tra le parti o gravare solo su una parte, come nel caso di mandato a titolo oneroso; il prezzo dell'intermediazione è liberamente stabilito dalle parti, non ci sono tariffe fisse. In mancanza di pattuizione si può far riferimento agli usi del mercato depositati nelle locali Camera di commercio. In mancanza di usi depositati, decide il giudice secondo equità. 
Spesso la vendita dell'immobile chiama in causa anche un altro soggetto, ovvero una banca che provvede alla concessione di un mutuo all'acquirente che copra parzialmente o interamente il prezzo dell'immobile chiedendo in cambio garanzie sul mutuo stesso come ad esempio l'ipoteca.
Di solito nella fase iniziale delle trattative l'agenzia chiede al compratore di firmare una "proposta d'acquisto", spesso basata su un modulo fornito dalla agenzia stessa, accompagnata da un assegno al venditore di valore limitato che alla accettazione della proposta si tramuta in caparra. Anche se a volte tale proposta viene ritenuta un semplice primo passo nella trattativa, così non è. Infatti, se sufficientemente dettagliata, tale proposta si tramuta, qualora venga accettata così come è dal venditore, in contratto preliminare. Come tale esso impegna il compratore all'acquisto ed in caso di recesso, il venditore può scegliere se trattenere la caparra oppure imporre l'acquisto per via giudiziaria. Per cautelarsi da tale evenienza, il compratore può inserire delle opportune "clausole sospensive" tra cui quella più comune è quella che condiziona l'incasso dell'assegno da parte del venditore, il pagamento del corrispettivo dell'agenzia e la stipula della versione definitiva del contratto preliminare (il così detto "compromesso"), alla approvazione definitiva del mutuo da parte della banca. In questo modo, oltre alla sicurezza che il mutuo sarà erogato, il compratore avrà la sicurezza della regolarità dell'immobile, che sarà verificata dalla banca stessa attraverso l'esame della documentazione che essa richiederà, l'ispezione di un perito, e le verifiche del notaio.